# Hyloniscus
Hyloniscus är ett släkte av kräftdjur. Hyloniscus ingår i familjen Trichoniscidae.

## Dottertaxa tillHyloniscus, i alfabetisk ordning[1][2]
- Hyloniscus adonis
- Hyloniscus banaticus
- Hyloniscus beckeri
- Hyloniscus beieri
- Hyloniscus borceai
- Hyloniscus crassicornis
- Hyloniscus dacicus
- Hyloniscus dalmaticus
- Hyloniscus elisabethae
- Hyloniscus flammula
- Hyloniscus flammuloides
- Hyloniscus inflatis
- Hyloniscus kapaoniscus
- Hyloniscus kopaoniscensis
- Hyloniscus kossovensis
- Hyloniscus macedonicus
- Hyloniscus marani
- Hyloniscus marginalis
- Hyloniscus mariae
- Hyloniscus motasi
- Hyloniscus narentanus
- Hyloniscus parnesius
- Hyloniscus pilifer
- Hyloniscus pugionum
- Hyloniscus refugorium
- Hyloniscus rilensis
- Hyloniscus riparius
- Hyloniscus siculus
- Hyloniscus stankovici
- Hyloniscus taborskyii
- Hyloniscus transsilvanicus
- Hyloniscus travnicensis
- Hyloniscus vividus